# Marie-Andrée Bouchard-Lesieur
Marie-Andrée Bouchard-Lesieur, née en Normandie en 1993, est une mezzo-soprano française. 

## Biographie
Marie-Andrée Bouchard-Lesieur nait en Normandie en 1993.
Après une formation à Sciences Po Bordeaux, elle travaille depuis 2014 avec la soprano Maryse Castets au Conservatoire à rayonnement régional de Bordeaux, où elle obtient un prix de chant. 
Elle intègre l'Académie de l'Opéra de Paris en 2019 et participe à des master classes avec des artistes lyriques comme Carlos Aransay, Christa Ludwig, Anne Sofie von Otter, Ludovic Tézier, Claudia Visca. Pour sa première scène au Palais Garnier elle interprète le rôle de la mère dans l'Enfant et les Sortilèges de Ravel.
Elle intègre la Nouvelle Troupe Favart de l’Opéra-Comique et obtient la Bourse Menda 2020.
En 2022, elle est nommée dans la catégorie Révélation artiste lyrique aux Victoires de la musique classique.

## Prix
- premier prix du concours du Cap Ferret Music Festival[3]
- premier prix aux Voix lyriques de Lavaur[3]
- lauréate du Concours Bordeaux Médoc Lyrique[3]
- 2018 : premier Prix Féminin 2018 au Grand-Théâtre de Bordeaux[3]

- 2020 : prix de l'Association pour le rayonnement de l'Opéra national de Paris[5]
- 2021 : prix lyrique du Cercle Carpeaux de l'Opéra de Paris[6]
- 2022 : nomination comme Révélation artiste lyrique aux Victoires de la musique classique

## Rôles
Elle interprète, :
- la partie d’alto solo du Messie de Haendel à l'Opéra national de Bordeaux sous la direction de Marc Minkowski (2017)[3] ;
- le rôle d'Il Disinganno dans Il Trionfo del Tempo e del Disinganno de Haendel à l’Académie baroque du Festival du Périgord Noir ;
- la partie d’alto solo de la Petite messe solennelle de Rossini à l’Opéra national de Bordeaux ;
- le Ripieno de la Grande Messe en ut mineur de Mozart avec les Musiciens du Louvre au Victoria Hall de Genève, à la Philharmonie de Paris et au Bozar de Bruxelles ;
- le rôle de Grimgerde de la Walkyrie de Wagner à l’Opéra national de Bordeaux sous la direction de Paul Daniel (2019) ;
- la deuxième dame de Médée de Cherubini avec l'Orchestre philharmonique de Vienne.
- la Mère, la Tasse Chinoise et la Libellule dans l’Enfant et les Sortilèges de Ravel à l’Opéra de Paris.
- Didon dans Didon et Énée de Purcell au festival La Grange au Lac d’Evian.
- Lucretia dans Le Viol de Lucrèce de Benjamin Britten.
- Ethel, Les Éclairs, création mondiale de Philippe Hersant sur un livret de Jean Echenoz à l’Opéra-Comique sous la direction d’Ariane Matiakh.
- La 3e dame dans La Flûte enchantée de Mozart au Théâtre du Capitole de Toulouse.
- Margret dans Wozzeck d’Alban Berg à l’Opéra national de Paris, direction Susanna Mälkki.
- Une fille-fleur dans Parsifal de Wagner à l’Opéra de Paris, direction Simone Young.